# Africoelidia
Africoelidia  (лат.) — род прыгающих насекомых из семейства цикадок (Cicadellidae). Афротропика. Длина 7-9 мм (самки крупнее). Скутеллюм крупный, его длина равна или больше длины пронотума. Голова субконическая, отчётливо уже пронотума. Глаза относительно крупные. Клипеус длинный и широкий. Эдеагус с 1-2 короткими шипиками. Сходны по габитусу с Lupola, отличаясь деталями строения гениталий. Ранее включали в состав подсемейства Coelidiinae.
- Africoelidia dentata Nielson, 1992[2]
- Africoelidia referta Nielson, 1982